# Gregorio Aznárez
Gregorio Aznárez – miasto w Urugwaju, w departamencie Maldonado.